# Análisis del discurso
El análisis del discurso es una práctica interpretativa y una disciplina que, si bien surgió dentro de la lingüística, se ha constituido en un campo académico interdisciplinario. Las investigaciones de esta disciplina, preocupadas por entender el lenguaje en uso, estudian sistemáticamente el discurso escrito, oral y audiovisual. El análisis del discurso se ha desarrollado en diferentes países desde diferentes perspectivas, tales como la escuela francesa, el análisis crítico del discurso (ACD), el análisis feminista crítico del discurso (AFCD), el análisis multimodal, el análisis de la conversación, entre otras. Todas estas disciplinas se agrupan en el vasto campo de los Estudios del discurso.

## Historia
El primer lingüista moderno que comenzó el estudio de la relación de las condenas y acuñó el nombre de "análisis del discurso", que después denota una rama de la lingüística aplicada, fue Zellig Harris. Su método consistía en utilizar un criterio de la distribución complementaria, como hace el campo de la fonología, retoma procedimientos de la lingüística descriptiva enfocándose también en las conexiones entre la situación social y el uso lingüístico. El análisis del discurso (AD) como disciplina independiente surgió en los años 1960 y 1970 en varias disciplinas y en varios países al mismo tiempo: la antropología, la lingüística, la filosofía, la poética, la sociología, la psicología cognitiva y social, la historia y las ciencias de la comunicación. El desarrollo del AD fue paralelo y estuvo relacionado con la emergencia de otras transdisciplinas, como la semiótica o semiología, la pragmática, la sociolingüística, la psicolingüística, la socioepistemología y la etnografía de la comunicación. En los últimos años, el AD se ha hecho muy importante como aproximación cualitativa en las ciencias humanas y sociales.
Teun van Dijk (1992) sugiere que en todos los niveles del discurso podemos encontrar "huellas del contexto". Estas huellas o indicios permiten entrever características sociales de participantes, como por ejemplo género, clase, origen étnico, edad, origen, posición y otras formas de pertenencia grupal. Además, sostiene que los contextos sociales son cambiantes y, como hablantes de una lengua, seguimos pasivamente los dictados del grupo, sociedad o cultura.
Helena Calsamiglia y Amparo Tusón en su libro “Las cosas del decir: Manual de análisis del discurso” habla del discurso como una práctica social que surge a partir del uso lingüístico contextualizado oral o escrito. El discurso es parte de la vida social y a la vez un instrumento que crea la vida social. De esta forma, podemos decir que el discurso refleja la sociedad y es a través del discurso que podemos comprender las relaciones que existen en la sociedad. En todos los discursos hay un fin y una independencia con el contexto. 
El discurso tiene dos características: en primer lugar, es complejo; manifiesta su organización en varios modos, debido a que puede ser escrito, oral o iconográfico. En segundo lugar, es heterogéneo; posee diversas reglas que permiten al hablante hacer discursos coherentes y apropiados a los distintos contextos a pesar del amplio rango de acción, no solo tiene el fin de transmitir información, sino que también es reciproco e interactivo entre hablantes.
Según Norman Fairclough, el discurso tiene un objetivo principal: el de generar acción a partir de lo enunciado. Para ello, se señala particularmente la categoría de la Legitimidad, que trabaja a partir de un Tercer Supremo, podría ser el Estado, la Democracia como idea Moral, la Justicia y la Institucionalidad Jurídica, la Institución de la Moral o la propia Educación. Estos son espacios que pueden legitimar un enunciado y un texto, para generar el proceso de influencia expuesto por una Acción. La lucha es por la credibilidad y legitimidad, que tristemente al no ser basadas en verdades factuales tienden a sufrir contradicciones bastante obvias. Pero el ACD, se adelanta a todos estos procesos mediáticos y políticos para ayudar a entender a la sociedad estas formas en las que se presenta la dogmatización y la anomia social, y de esta manera ejerzan ciudadanía y crítica en la opinión pública.

## Enfoques
Según el enfoque sobre el discurso (como texto, estructura verbal, proceso mental, acción, interacción o conversación), hay muchas líneas en el AD, como la gramática del texto, el análisis de la conversación, la psicología del procesamiento del texto, la psicología discursiva (una tendencia de origen británico en la psicología social), la estilística, la retórica, la ideología, el análisis de la argumentación, el análisis de la narración, la teoría de géneros y mucho más. El análisis crítico del discurso es un enfoque especial que toma posición política y analiza el papel del discurso en la reproducción de la dominación (como abuso de poder), así como en la resistencia contra ésta.

## Métodos
Los métodos del AD son en general cualitativos: descripción detallada de las estructuras y estrategias de los discursos escritos o hablados, en varios niveles: sonidos y estructuras visuales y multimedia, la sintaxis (estructuras formales de las oraciones), la semántica (las estructuras del sentido y de la referencia), la pragmática (los actos de habla, la cortesía, etc.), la interacción y la conversación, los procesos y representaciones mentales de la producción y de la comprensión del discurso, y las relaciones de todas esas estructuras con los contextos sociales, políticos, históricos y culturales.
En ese sentido, el AD se distingue del análisis de contenido en que este es, en términos generales, un método más bien cuantitativo de las ciencias sociales que se aplica a grandes cantidades de textos, por ejemplo con una codificación de propiedades observables de los mismos.

## Ramas de estudios del discurso
Dentro y entre las disciplinas hay muchos enfoques de análisis del discurso:

### Análisis lingüístico
Una aproximación, que se podría llamar analítica, tiene su inspiración principal en la lingüística, y es más explícita, sistemática y de escritura en general más accesible que el enfoque filosófico. Aquí se estudia sistemáticamente y en muchos detalles las estructuras del discurso como objeto verbal (texto, argumentación, narración), como los temas, la coherencia local y global, los pronombres, el estilo, etcétera. Los nombres más destacados en esta línea muy diversa (y de origen sobre todo europeo) son: János Petöfi, Wolfgang Dressler, Robert de Beaugrande, Teun A. van Dijk, Ruth Wodak, Talmy Givón, Sandra Thompson, Robert Longacre, Michael Halliday, John Sinclair, Malcolm Coulthard, Petr Sgall, Frans van Eemeren y Wallace Chafe. En Argentina se pueden mencionar, entre otros, los trabajos de Elvira Arnoux

### Análisis de la conversación
Otra línea más bien analítica, que surgió de la microsociología y la etnometodología, sobre todo en EE. UU., se enfoca sobre el discurso como interacción, primero en el análisis detallado de las estructuras y estrategias de la conversación cotidiana, y después también en las interacciones verbales en las instituciones y organizaciones. Esta línea, que se conoce sobre todo como análisis de la conversación, tiene muchas relaciones con la pragmática, la sociolingüística interactiva, en psicología discursiva (dentro de la psicología social) y la línea de la etnografía de la comunicación en antropología. Analistas prominentes de la conversación son, entre otros, Erving Goffman, Harvey Sacks, Emmanuel Schegloff, Gail Jefferson, John Heritage, Paul Drew, Paul ten Have, Charles Goodwin, Marjorie Goodwin, Douglas Maynard y Amparo Tusón Valls.
En etnografía y antropología se destacan sobre todo: Dell Hymes, John Gumperz, Elinor Ochs y Alessandro Duranti. Y en la pragmática del discurso y de la conversación, Jef Verschueren, Jan Blommaert, y Stephen Levinson. De otra perspectiva también: Deborah Tannen y Deborah Schiffrin. En psicología discursiva: Michael Billig, Jonathan Potter, Pedro Aguilar y Derek Edwards.

### Psicología cognitiva
Inspirada por las complejidades del aprendizaje humano o la adquisición del conocimiento (fundamentos epistemológicos) (Audi, 1998), en el inicio de los 70 surge una corriente de investigación en el estudio del rol que desempeñan los "procesos mentales" (atención, memoria, percepción, concentración, solución de problemas, etc.) en el proceso de comprensión de "textos" y en un marco que posteriormente conocemos como "ciencia cognitiva".
En la psicología cognitiva, el estudio del discurso es en general experimental (de laboratorio) y se enfoca sobre las estrategias y representaciones mentales de la producción, la comprensión, la memorización y la recuperación del discurso o de su información. 
Explica, por ejemplo, lo que normalmente memorizamos y olvidamos después de leer un texto, o lo que hace la producción o la comprensión más fácil o más difícil. Este enfoque relaciona los procesos de producción o de comprensión con un análisis explícito del rol crucial del conocimiento sociocultural compartido en la comunicación y la interacción. Una de las nociones que se han usado con mucho éxito en esta línea es la noción de modelo mental, una representación en la memoria a largo plazo, sobre la situación o los hechos a los que se refiere un discurso. En ese sentido, comprender un discurso quiere decir poder construir un modelo mental del referente del discurso: un fragmento del mundo real o ficticio. 
Las figuras más prominentes en esta área son: Walter Kintsch, Teun A. van Dijk, Art Graesser, Mary Ann Gernsbacher y Tom Trabasso.

### Inteligencia artificial-informática
Relacionadas con la psicología cognitiva y las ciencias cognitivas en general, pero también con la gramática formal y la lógica, encontramos las líneas de la informática del discurso, como Inteligencia artificial. Aquí se escriben programas que simulan la producción, la comprensión y la traducción del discurso, y se representan los conocimientos (generales o especializados) que el programa necesita para esos procesos. El interés de estas investigaciones es construir máquinas que sean agentes inteligentes, capaces de adaptarse a las circunstancias y las metas, con capacidades humanas. Entre las capacidades humanas que involucran las facultades intelectuales que se han desarrollado, la de mayor relevancia es la de dialogar en una lengua verbal y una de sus características es poder extraer el sentido a mensajes contradictorios o ambiguos. Referentes importantes en esta área son: Bonnie Lynn Webber, Bárbara Grosz y Roger Schank.

### Análisis crítico del discurso
El análisis crítico del discurso (ACD) considera el discurso como una práctica social y estudia cómo los discursos inciden en (producen, reproducen, transforman) las relaciones de poder. Se interesa sobre todo por el análisis del racismo, el sexismo, el clasismo y la pobreza, y se relaciona con movimientos sociales como el feminismo, el pacifismo, el ecologismo, la antiglobalización, etc. El ACD no tiene métodos fijos, sino que usa los más adecuados para el planteamiento y análisis de los problemas sociales, que son su objetivo principal. Los nombres más conocidos en ACD son Michel Pêcheux, Norman Fairclough, Ruth Wodak, Luisa Martín Rojo, Teun A. van Dijk, Adriana Bolívar, Sara Isabel Pérez, Eni Orlandi, Theo van Leeuwen, Ian Parker, Gunther Kress y Paul Chilton.

### Aplicaciones
Todas esas líneas o estilos de AD tienen una dimensión más bien teórica, una dimensión descriptiva, analítica y una dimensión aplicada. Las aplicaciones del AD se encuentran en todas las áreas de la sociedad, como los medios de comunicación (estudio de los efectos), la educación (como los textos escolares, la interacción en el aula, aprendizaje de las lenguas), la publicidad y la propaganda, la política y la salud (para el análisis de trastornos del lenguaje y de la comunicación).
El análisis del discurso nos permite entender las prácticas discursivas producidas en la sociedad. El discurso más allá de las interacciones sociales entre individuos, puede llegar a ser un arma poderosa, usada en muchos ámbitos como medio de divulgación de información, o como método de persuasión en las masas, siendo así también un instrumento de acción social, por el poder que este significa al tener un buen uso del hecho comunicativo.[cita requerida]

## Crítica
Se cuestiona al AD por su relativismo y por carecer de fin pragmático. En cuanto a la primera crítica, se hace porque, dependiendo del enfoque discursivo que se tome, un mismo objeto de estudio puede representar diferentes evidencias de distintos procesos discursivos no estrictamente relacionados entre sí. En lo que respecta a su carencia de utilidad, se critica a esta disciplina por no aportar ninguna conclusión, herramienta o teoría de valor para el desarrollo científico de la lingüística. Al basarse las conclusiones de las experiencias en las observaciones teóricas y en la subjetividad de los propósitos de cada especialista, difícilmente llegan aquellas a proporcionar aportes significativos para definir qué es el discurso o cómo opera la lengua, y mucho menos para dar cuenta de las reglas inmanentes del lenguaje.[cita requerida]